# Boophis occidentalis
Espèce
Statut de conservation UICN

 LC  : Préoccupation mineure
Boophis occidentalis est une espèce d'amphibiens de la famille des Mantellidae.

## Répartition et habitat
Cette espèce est endémique de Madagascar. Elle se rencontre du niveau de la mer jusqu'à 800 m d'altitude dans plusieurs localités nettement isolées dans l'Ouest et le Nord-Ouest de l'île, dont le parc national du Tsingy de Bemaraha, la réserve spéciale de Kalambatritra, les environs d'Isalo et la péninsule Sahamalaza,. Elle vit dans la forêt tropicale sèche.

## Publication originale
- Glaw & Vences, 1994 : A Fieldguide to the Amphibians and Reptiles of Madagascar - Including Mammals and Freshwater Fish. ed. 2, p. 1-331  (ISBN 3-929449-01-3)